# Amauromyza pleuralis
Amauromyza pleuralis är en tvåvingeart som först beskrevs av Malloch 1914.  Amauromyza pleuralis ingår i släktet Amauromyza och familjen minerarflugor. Inga underarter finns listade i Catalogue of Life.